# Egil Østenstad
Egil Johan Østenstad (født 2. januar 1972 i Haugesund, Norge) er en tidligere norsk fodboldspiller, der spillede som angriber. Han var på klubplan tilknyttet Viking FK, Southampton, Blackburn Rovers, Manchester City og Rangers. For Norges landshold spillede han 18 landskampe og scorede seks mål. Han deltog ved VM i 1998 i Frankrig.